# گل کن (راسک)
گل کن (راسک)، روستایی از توابع بخش مرکزی شهرستان راسک در استان سیستان و بلوچستان ایران است.

## جمعیت
این روستا در دهستان راسک و فیروزآباد قرار دارد و براساس سرشماری مرکز آمار ایران در سال ۱۳۸۵، جمعیت آن ۴۱۹ نفر (۹۰خانوار) بوده‌است.